# إيلاش موريبا
إيلاش موريبا (بالإسبانية: Ilaix Moriba؛ مواليد 19 يناير 2003) لاعب كرة قدم إسباني يلعب في مركز الوسط لصالح نادي فالنسيا الإسباني معارًا من لايبزيغ الألماني.

## الإنجازات
برشلونة
- كأس ملك إسبانيا: 2020–21[3]

## روابط خارجية
- إيلاش موريبا على موقع الاتحاد الأوربي (الإنجليزية)
- إيلاش موريبا على موقع قاعدة بيانات كرة القدم.إي يو (الإنجليزية)
- إيلاش موريبا على موقع ليكيب (الفرنسية)
- إيلاش موريبا على موقع ناشيونال فوتبول تيمز (الإنجليزية)
- إيلاش موريبا على موقع Soccerbase.com (لاعب) (الإنجليزية)
- إيلاش موريبا على موقع Soccerway.com (الإنجليزية)
- إيلاش موريبا على موقع عالم كرة القدم.نت (الإنجليزية)
- إيلاش موريبا على موقع AS.com (الإسبانية)